# Kara Ahmed Pașa
Kara Ahmed Pașa (ucis la 29 septembrie 1555) a fost un om de stat otoman care a ocupat funcția de Mare Vizir între anii 1553 și 1555. Acesta a fost de origine albaneză, fiind adus anterior la Constantinopol prin intermediul tributului de sânge pentru a deveni ienicer.